# Danny Talbot
Danny Talbot (Trowbridge, Inglaterra, 1 de mayo de 1992) es un atleta británico, especialista en pruebas de velocidad, campeón mundial en 2017 en relevo 4 x 100 metros.

## Carrera deportiva
En el Campeonato Europeo de Atletismo de 2012 ganó la medalla de bronce en los 200 metros, corriéndolos en un tiempo de 20.95 segundos, llegando a meta tras los neerlandeses Churandy Martina y Patrick van Luijk (plata con 20.87 segundos).
Cuatro años después, en el Campeonato Europeo de Atletismo de 2016 volvió a ganar la medalla de bronce en los 200 metros, llegando a meta en un tiempo de 20.56 segundos, tras el español Bruno Hortelano y el turco Ramil Guliyev.
Al año siguiente, en el Mundial de Londres 2017 gana la medalla de oro en relevo 4 × 100 m, por delante del equipo estadounidense y del japonés, y siendo sus compañeros: Adam Gemili, Chijindu Ujah y Nethaneel Mitchell-Blake.